# Mausoleum von Abu Hafs Kabir Buxoriy
Das Mausoleum von Abu Hafs Kabir Buxoriy ist ein architektonisches Denkmal, das sich in der Stadt Buxoro in Usbekistan befindet. Der Komplex besteht aus dem Mausoleum von Abu Hafs Kabir Bukhari, dem Hazrat-Imam-Friedhof, einer Moschee, einem Minarett, einem Houz und einem Korikhon (einer speziellen Bildungseinrichtung). Das Mausoleum steht derzeit auf der Liste des materiellen Kulturerbes Usbekistans von republikanischer Bedeutung.

## Geschichte
Das Mausoleum von Abu Hafs Kabir Buxoriy, das im 9. Jahrhundert erbaut wurde, wurde während der sowjetischen Herrschaft abgerissen, und der Houz wurde verschüttet. Zu Beginn des 20. Jahrhunderts präsentierte sich die Hazrat-Imam-Nekropole äußerst malerisch. An ihrem nördlichen Ende erhob sich die Hazira von Abu Hafs mit drei hohen Kuppeln und der Inschrift: „Der Lehrer der Gelehrten in Mawarannahr“. Der architektonische Komplex umfasste einen großen Houz, ein Minarett, einen Palast und ein Mausoleum. Die komplexe Moschee wurde im 16. Jahrhundert erbaut, und auf dem Mihrāb, an der Wand zur Qibla, ist die Sure „Al-Ikhlas“ aus dem Koran in weißen Buchstaben auf blauem Hintergrund geschrieben.
In den Jahren der Unabhängigkeit Usbekistans wurde der Komplex auf Initiative des Hakims der Viloyat Buxoro, Samoydin Husenov, verschönert. Im architektonischen Komplex wurden Tore mit einer mit Ornamenten verzierten Kuppel errichtet. Im Inneren des Mausoleums befinden sich vier Grabstätten mit Inschriften. Diese Inschriften wurden vom Kalligrafen Abdulgafur Razzakov restauriert, während die Graveure Mirjon Ahmedov, Davlat Safarov und Abdulhakim Razzakov daran arbeiteten. In der Grabstätte des Hazrat Imam wurden während archäologischer Arbeiten Grabstätten aus grauem Marmor mit anspruchsvollen Ornamenten und Inschriften entdeckt und untersucht. Diese Grabstätten stammen aus dem 8. bis 10. Jahrhundert.